# أبلق أشهب

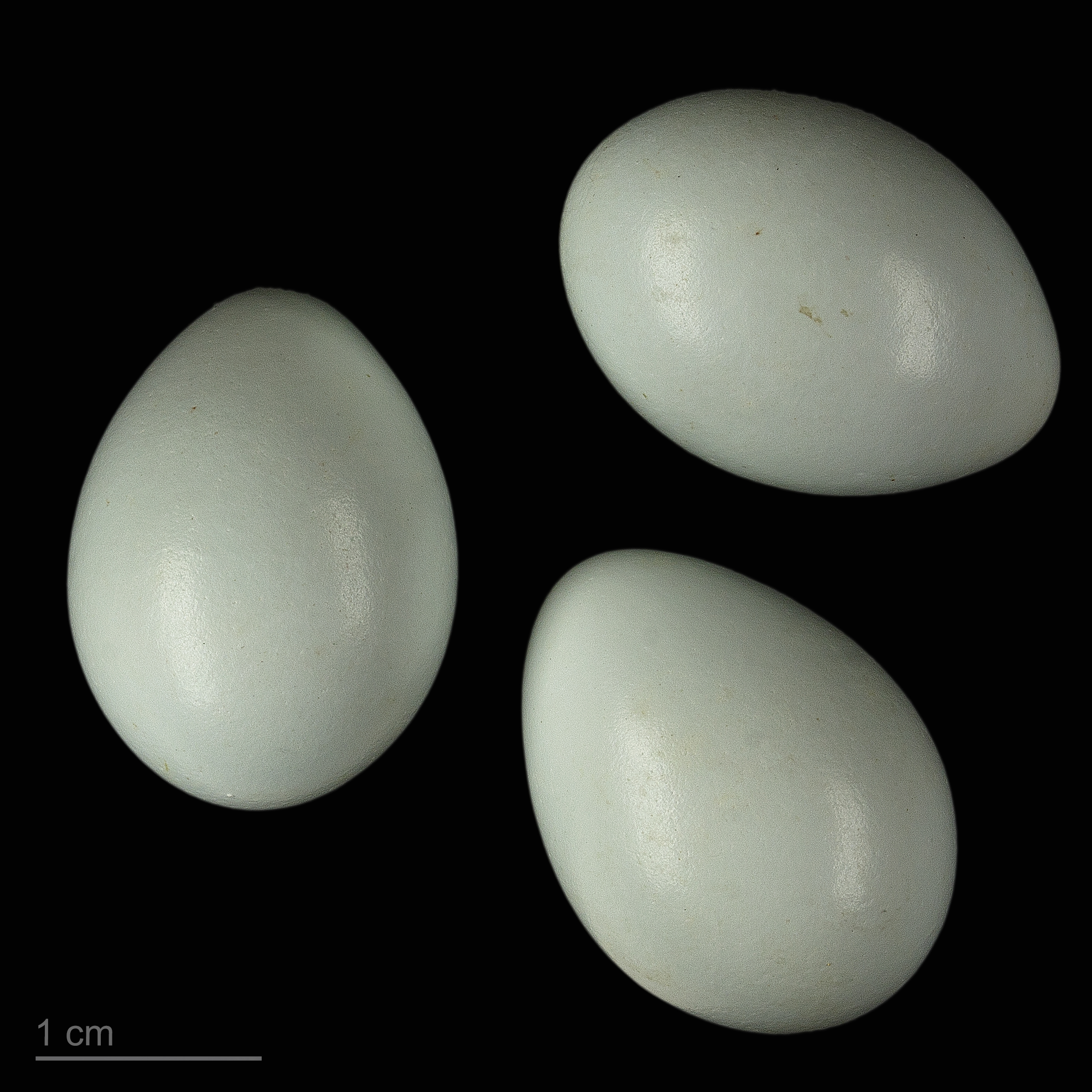
Oenanthe isabellina

أبلق أشهب أو المدقي (الاسم العلمي: Oenanthe isabellina) (بالإنجليزية: Isabelline Wheatear)‏، هو طائر ينتمي إلى صائدة الذباب (فصيلة: Muscicapidae) ، يقال أن تسمية الطائر بـ (المدقي) نسبة إلى طريقة دقة باستمرار بمنقاره الرفيع المدبب على الأرض للحصول على غذاءه.
طائر مهاجر شتوى وعابر في الربيع والصيف، يتواجد في المناطق شبه الصحراوية بين الأشجار والشجيرات، والمناطق المفتوحة الزراعية والمنتزهات، والمناطق الصخرية، وقرب الأماكن المهجورة، وأماكن تجمع القمامة.

## المشخصات
يتشابه ذكر وأنثى المدقي في اللون والحجم، فكلاهما ذو جسم ممتلئ، السطح الظهري ذو لون بني (رملي داكن) أما السطح البطني فهو أفتح لوناً، والجزء السفلي للذيل أسود عريض على شكل حرف T، قصيرة ومقلوبة، والأرجل طويلة.

## التغذية
يتغذى على يرقات الحشرات العتل حيث يلتقطها بمنقاره.